# Comité Para
Le Comité Para ou Comité belge pour l'analyse critique des parasciences est historiquement le groupe fondateur du scepticisme scientifique. Créé en 1949 en Belgique sous le nom de « Comité belge pour l'investigation scientifique des phénomènes réputés paranormaux », le comité adopte son nom actuel en 2014. 

## Histoire
La contestation des phénomènes paranormaux est bien sûr antérieure à la constitution du Comité Para. Au XIXe siècle, par exemple, le débat faisait rage à propos du spiritisme et de l'existence des esprits. L'illusionniste Harry Houdini est considéré par les sceptiques comme un déboulonneur des phénomènes médiumniques. Il est pour cette raison considéré aujourd'hui comme un des pères fondateurs du mouvement sceptique contemporain,.
La première organisation sceptique à avoir vu le jour est le Comité pour l'investigation scientifique des phénomènes réputés paranormaux, dit Comité Para, en 1949 en Belgique,. Ce groupe s'est constitué à la fin de la Seconde Guerre mondiale pour lutter contre les voyants, astrologues, sourciers, etc. C'est avec le philosophe Paul Kurtz, créateur du Committee for Skeptical Inquiry aux États-Unis suite du débat autour de l'effet Mars (censé prouver l'influence astrologique), que le « mouvement sceptique contemporain » devient international.
En 2014, il adopte la dénomination actuelle.
Le Comité Para organise des conférences mensuelles à Bruxelles (Brussels Skeptics in the Pub) ainsi que d'autres actions[Lesquelles ?].
Le Comité a participé[Quand ?] à l'organisation du Congrès Sceptique Européen avec l'association sceptique néerlandophone SKEPP et le Conseil européen des organisations sceptiques.
Il apporte un soutien financier à des projets sceptiques francophones ponctuels comme l'aide au financement de la bande dessinée sceptique Zack et Zoé ainsi qu'une participation au fonds d'aide à Grégoire Perra,.

## Organisation
Le Comité Para est membre du Conseil européen des organisations sceptiques (ou ECSO).
L'organisation sœur néerlandophone du Comité Para (en Belgique, une organisation francophone a généralement une organisation similaire du côté néerlandophone) est le SKEPP (Studiekring voor Kritische Evaluatie van Pseudo-wetenschap en het Paranormale, « Cercle d'étude pour l'évaluation critique des pseudo-sciences et du paranormal »).

### Membres
- Jean Champenois, ancien médium spirite (devenu illusionniste et sceptique). Il donne des conférences sceptiques sur ce domaine. Il utilise ses talents de prestidigitateur pour reproduire les techniques utilisées par les médiums pour convaincre leur public qu'ils entrent en contact avec les morts.
- Jean Dommanget (1924–2014), astronome occupant longtemps la présidence du Comité, il prit la tête d'expérimentations en astrologie et en radiesthésie[1],[12].
- Jacques Van Rillaer, psychologue et enseignant[13]. Il est l'auteur de l'œuvre Les Illusions de la psychanalyse (1980)[14] et coauteur du Livre noir de la psychanalyse (2005)[15], critiquant les théories de Sigmund Freud comme étant pseudo-scientifiques[16].
- Roger Gonze, ancien président de l'association, astronome, chef de département honoraire à l'Observatoire Royal[17].
- Jean-Michel Abrassart, fondateur du plus ancien podcast sceptique francophone : Scepticisme Scientifique[18].
- Jérémy Royaux, assistant en psychologie. Président du Comité Para depuis 2017[19].
- Samuel Buisseret, animateur et réalisateur. Fondateur de la chaîne YouTube "Mr. Sam - Point d'interrogation"[20].
- Thomas Guiot, ingénieur en imagerie médicale[19].
- Aurore Van de Winkel, docteure en communication, spécialisée dans les légendes urbaines.

## Devise
« Ne rien nier a priori, ne rien affirmer sans preuve. »

— Robert Rendu, Une expérience suggestive de radiesthésie

## Publications
- Comité Para (Ed.), La Science face au défi du paranormal, Bruxelles, Relie-Art, 2005